# Polygon (blockchain)
Polygon es una plataforma de blockchain de acceso general a contratos inteligentes que pretende ser compatible con Ethereum. Su mecanismo de consenso para procesar las transacciones en la cadena es prueba de participación (proof-of-stake). El token nativo de Polygon se llama POL. POL es un token ERC-20, que es un estándar compartido con otras criptomonedas de la red de Ethereum.

## Historia
Matic Network fue lanzada en 2017 por cuatro ingenieros de software con sede en Bombay: Jaynti Kanani, Sandeep Nailwal, Anurag Arjun, and Mihailo Bjelic. Hasta febrero de 2021, el proyecto se llamaba MATIC. En esa fecha se renombró como Polygon Technology. En diciembre de 2021, Polygon tuvo un problema de seguridad que permitió el robo de 801.601 tokens MATIC. En febrero de 2022, Polygon recaudó 450 millones de dólares mediante la venta de tokens MATIC en una ronda liderada por Sequoia Capital India. El 15 de diciembre de 2022, Donald Trump lanzó una serie de NFT de arte digital acuñados en la red Polygon para su venta al público por 99 USD cada uno.

## Tecnología y uso
Polygon utiliza la tecnología blockchain. El mecanismo que permite alcanzar un consenso en cada bloque es prueba de participación (proof of stake), que requiere muchísima menos energía que el mecanismo de consenso original, prueba de trabajo (que es el que usa Bitcoin).
El token de Polygon es MATIC. El funcionamiento de prueba de participación de la red Polygon premia a quienes utilizan sus propios token MATIC para ayudar a validar las operaciones de la red. El premio es un porcentaje de tokens MATIC.
Polygon se considera parte de la web3 y permite el uso en su red de aplicaciones descentralizadas (dApps) como Defi (finanzas descentralizadas), DAOs (Organizaciones Autónomas Descentralizadas) y NFTs (tokens no fungibles).
La red Polygon pretende ser una alternativa para resolver parte de los problemas de la plataforma Ethereum, como son el elevado precio que se paga por cada transacción o la lentitud del procesamiento.